# Schaamluis
De schaamluis (Pthirus pubis) is een ongevleugeld, klein insect uit de familie Pthiridae en is vooral bekend door de parasiterende levenswijze op de mens. Een andere naam voor schaamluis is platje. De medische term voor de door deze luis veroorzaakte aandoening is pediculosis pubis.

## Geslachtsziekte
Omdat de schaamluis zich vooral verspreidt door lichamelijk contact, wordt besmetting met deze luis als een seksueel overdraagbare aandoening (Pediculosis pubis) gezien. Naast seksueel contact zijn er echter meer oorzaken tot besmetting, dus dat hij uitsluitend als een geslachtsziekte gezien moet worden is achterhaald. Een andere benaming voor schaamluizen in deze betekenis is ook wel platjes. Er zijn nog wel meer luizen die op de mens leven, deze behoren tot het geslacht Pediculus, voorbeelden zijn de kleerluis (Pediculus humanus corporis) en de bekendere hoofdluis (Pediculus humanus capitis).

## Algemeen
De schaamluis is een zuigende luis die over de hele wereld voorkomt en leeft van menselijk bloed. De ontlasting van de luis is daarom bruin en het duidelijkste teken dat men is besmet. De luis zelf is namelijk redelijk klein; 1 tot 3 millimeter, en is zeer moeilijk te zien omdat de luis naar de basis van de haren kruipt en zich daar met de tang-achtige poten goed vastklampt.

## Levensstadia
De schaamluis leeft ongeveer anderhalve week, waarin het dier een aantal malen vervelt. De luis overleeft buiten het lichaam echter maar enkele dagen. Net zoals de meeste insecten die een onvolledige gedaanteverwisseling doormaken, kent deze soort drie stadia;
- ei; de eitjes zijn zeer klein, en worden neten genoemd. Ondanks de geringe lengte zijn het juist de eitjes die het makkelijkst te zien zijn omdat ze in groepjes worden gelegd en wit tot geel van kleur zijn. Een vrouwtje kan tot 40 eitjes per keer leggen en na ongeveer een week komen de eitjes uit.
- nimf; uit het ei kruipt een klein schaamluisje dat al meteen op de ouderdieren lijkt, maar zich nog niet kan voortplanten en veel kleiner is. Ook de nimf zuigt bloed en vervelt een aantal maal en is na ongeveer een week volwassen.
- imago; de volwassen schaamluis kan zich nu voortplanten, en leeft maar een aantal dagen. In die tijd kunnen echter vele eitjes geproduceerd worden.

## Besmetting
De schaamluis leeft met name op warme, vochtige plaatsen, zoals schaamhaar, maar ook okselhaar en in de baard. Ook wimpers en wenkbrauwen zijn geschikte plaatsen voor de schaamluis. Luizen in het hoofdhaar zijn altijd hoofdluizen. De poten van de schaamluis zijn namelijk gebouwd om wat dikkere haren vast te houden.
Een besmetting met schaamluis heeft zeker niet altijd geslachtsgemeenschap als oorzaak. In tegenstelling tot hoofdluis kan de schaamluis bijvoorbeeld ook via besmette kleding, beddengoed, handdoeken en zelfs autostoelen worden overgebracht. Dit kan niet als er tussen gebruikers enige uren na het eerste gebruik zijn verstreken.

## Symptomen
De schaamluis is net zoals de hoofdluis niet gevaarlijk en kan geen ziektes verspreiden, in tegenstelling tot de kleerluis. Het enige symptoom is jeuk, die echter tot ontstekingen kan leiden als men te veel krabt; de luis zelf veroorzaakt geen infecties. Wel veroorzaken de beten kleine geïrriteerde plekjes, de een is echter gevoeliger dan de ander. Krabben is overigens sterk af te raden.

## Bestrijdingsmiddelen
De bestrijding van de schaamluis is gelijk aan die van de hoofdluis; uitkammen met een fijne kam, of wassen met een speciale anti-luizen shampoo. Hierin zit meestal de stof permethrine, die ook wel gebruikt wordt om kippen en andere dieren te ontluizen. Het probleem bij de bestrijding zijn de eitjes, ook wel neten genoemd, die zeer klein zijn, en eveneens zeer bestendig zijn tegen allerlei invloeden. Een snelle en rigoureuze methode is kaalscheren, waardoor de luis letterlijk dakloos wordt en zich niet of moeilijk meer kan vastklampen, maar deze methode biedt geen bescherming tegen eventuele besmetting.
De schaamluis is al sinds mensenheugenis een plaag; al in de middeleeuwen werd het insect bestreden. In de scheepvaart was het lange tijd gebruikelijk de matrozen allemaal maar een behandeling te geven tegen platjes om te voorkomen dat binnen korte tijd het hele schip ermee besmet raakte. Hiervoor werden vroeger poeders gebruikt, en ook insmeren met bepaalde oliesoorten schijnt de luis te doden.

## Daling populatie
In de westerse wereld komt schaamluis steeds minder voor door betere hygiënische omstandigheden en verzorging. Begin 2013 wordt een verband gesuggereerd tussen de dalende populatie en het feit dat meer mensen hun schaamhaar scheren, maar dit voorkomt geen besmetting. Het Natuurhistorisch Museum Rotterdam stelt de luis sinds 2007 tentoon als bedreigde diersoort en slaagde er bijzonder moeilijk in exemplaren te verzamelen. Het museum gaf zelf aan dat dit niet bewijst dat de soort bijna uitgestorven zou zijn.